# 特韦尔加
特韦尔加，是西班牙阿斯图里亚斯的一个市镇。总面积169平方公里，总人口2111人（2001年），人口密度12人/平方公里。